# Kyōtoku
Kyōtoku (japanska: 享徳?, Kyōtoku), 10 augusti 1452–6 september 1455, var en period i den japanska tideräkningen under kejsare Go-Hanazonos regering. Shogun var Ashikaga Yoshimasa.
Namnet på perioden är hämtat från ett citat ur den kinesiska klassikern Shujing.
Kyōtoku-oroligheterna (Kyōtoku no ran) bryter ut år kyōtoku 3 (1454) när olika feodalherrar kämpar om kontrollen över Kantōregionen. Striderna stod mellan å ena sidan klanen Ashikaga, och å andra sidan klanerna Uesugi och Imagawa. Kyōtoku-oroligheterna anses ha sått fröet till inbördeskrigen under Sengokueran.